# Techniek tegen het licht
Techniek tegen het licht is een bundeling van columns van Ad Vlot die postuum verscheen in 2002.

## Geschiedenis
Vanaf 1998 schreef prof. dr. ir. Ad Vlot (1962-2002) een tweewekelijkse column voor het wetenschapskatern van het Nederlands Dagblad. Al vanaf 1988 had Vlot regelmatig bijgedragen aan de krant met artikelen en boekrecensies. Vlot was behalve hoogleraar Lucht- en ruimtevaarttechniek ook afgestudeerd in de wijsbegeerte en was beoogd buitengewoon hoogleraar Reformatorische wijsbegeerte aan de Technische Universiteit Delft. In zijn columns schreef hij zowel over die technische onderwerpen als over filosofische materie.
In december 2001 had hij zoals gebruikelijk een groot jaarlijkse congres in Amerika over vliegtuigonderhoud bijgewoond waarover hij in een column berichtte. Hij was er ziek van teruggekeerd en na enkele weken bleek dat hij een zeer agressieve vorm van kanker had. In de tijd die volgde schreef hij nog enkele columns; de eerste daarvan is in deze bundeling als laatste opgenomen.
Na het overlijden van Vlot besloot 'zijn' krant ruim veertig van zijn columns te bundelen. Deze verschenen onder de titel Techniek tegen het licht en was opgedragen "Aan mijn  lieve vrouw Corrie" met wie hij sinds 1987 was getrouwd. In het voorwoord van de hoofdredacteur van de krant, Peter Bergwerff, geeft deze aan dat de bundeling als "een hommage aan de christenwetenschapper Ad Vlot" werd uitgegeven. De uitgave bevat een losse bijlage waar nog twee columns zijn afgedrukt, waaronder de laatste die hij enkele dagen voor zijn overlijden schreef.